# Lee Ki-hyung
Lee Ki-hyung (28 de setembro de 1974) é um treinador ex-futebolista profissional sul-coreano que atuava como defensor.

## Carreira
Lee Ki-hyung representou a Seleção Sul-Coreana de Futebol nas Olimpíadas de 1996.